# Scraptia donckieri
Scraptia donckieri là một loài bọ cánh cứng trong họ Scraptiidae. Loài này được Pic mô tả khoa học năm 1917.